# Сен-Мартен-д’Антрон
Сен-Марте́н-д’Антро́н (фр. Saint-Martin-d'Entraunes) — коммуна на юго-востоке Франции в регионе Прованс — Альпы — Лазурный берег, департамент Приморские Альпы, округ Ницца, кантон Ванс. До марта 2015 года коммуна административно входила в состав упразднённого кантона Гийом (округ Ницца).
Площадь коммуны — 40,05 км², население — 85 человек (2006) с тенденцией к стабилизации: 102 человека (2012), плотность населения — 2,5 чел/км².

## Население
Население коммуны в 2011 году составляло — 93 человека, а в 2012 году — 102 человека.
| 1962 | 1968 | 1975 | 1982 | 1990 | 1999 | 2006 | 2008 | 2011 | 2012 |
| ---- | ---- | ---- | ---- | ---- | ---- | ---- | ---- | ---- | ---- |
| 177  | 172  | 115  | 113  | 113  | 88   | 85   | 84   | 93   | 102  |

Динамика численности населения:

## Экономика
В 2010 году из 43 человек трудоспособного возраста (от 15 до 64 лет) 31 были экономически активными, 12 — неактивными (показатель активности 72,1 %, в 1999 году — 61,9 %). Из 31 активных трудоспособных жителей работали 30 человек (19 мужчин и 11 женщин), 1 женщина числилась безработной. Среди 12 трудоспособных неактивных граждан 2 были учениками либо студентами, 7 — пенсионерами, а ещё 3 — были неактивны в силу других причин.
На протяжении 2010 года в коммуне числилось 34 облагаемых налогом домохозяйства, в которых проживало 58,0 человек. При этом медиана доходов составила 17 тысяч 460 евро на одного налогоплательщика.